# Наум Масалинков
Наум Янев Масалинков (Салинков) или Масалников е български революционер, деец на Вътрешната македоно-одринска революционна организация.

## Биография
Роден е в 1875 година в костурското село Смърдеш, тогава в Османската империя, днес Кристалопиги, Гърция. По професия е строител и до 1901 година работи в град Бале Мадем, Мала Азия. В 1901 година се връща в Македония и влиза във ВМОРО. Взима участие в Илинденско-Преображенското въстание в четата на Стерьо Стерьовски. След въстанието емигрира в България и живее в Станимака. Оставя спомени за въстанието в Костурско.
При избухването на Балканската война в 1912 година е доброволец в Македоно-одринското опълчение и служи в Сборната партизанска рота на МОО.